# الحسن المثلث
الحسن المثلث بن الحسن المثنى بن الحسن السبط بن علي بن أبي طالب الهاشمي القرشي ، أبو علي.

## نسبه وعائلته
هو:  الحسن المثلث بن الحسن المثنى بن  الحسن السبط بن علي بن أبي طالب بن عبد المطلب بن هاشم بن عبد مناف بن قصي بن كلاب بن مرة بن كعب بن لؤي بن غالب بن فهر بن مالك بن قريش بن كنانة بن خزيمة بن مدركة بن إلياس بن مضر بن نزار بن معد بن عدنان.
أمه:  فاطمة بنت  الحسين بن علي بن أبي طالب بن عبد المطلب بن هاشم بن عبد مناف بن قصي بن كلاب بن مرة بن كعب بن لؤي بن غالب بن فهر بن مالك بن قريش بن كنانة بن خزيمة بن مدركة بن إلياس بن مضر بن نزار بن معد بن عدنان.
أولاده:
الحسن؛ وعبد الله؛ والعباس؛ أمه : عائشة بنت طلحة بن عمر بن عبيد الله بن معمر التيمي. وعلي الأكبر، أمه: أم عبد الله بنت عامر بن بشير بن عامر ملاعب الأسنة

## حليته
أحد عباد آل أبي طالب، كان من أجلِّ بني الحسن المثنَّى، ولد بالمدينة سنة 77هـ في زمن الأمويين ، كان متألهاً ،فاضلاً ورعاً، رواياً للحديث، يأمر بالمعروف وينهى عن المنكر مذهب أهله .

## لقبه
لقبه المتأخرون بالمثلث للتمييز بينه وبين والده.
وقال القسطلاني (923) في الإرشاد (3/414) عن والده الحسن المثنى : بفتح السين في الاسمين وهو ممن وافق اسمه اسم أبيه، وكانت وفاته سنة سبع وتسعين وكان من ثقات التابعين، وله ولد يسمى الحسن أيضاً، فهم ثلاثة في نسق واحد.

## علمه وراويته للحديث
قال ابن سعد (ت230) في الطبقات (7/479) : كان قليل الحديث، وقال ابن حبان في الثقات : من اتباع التابعين ، وقال المزي (742) في التهذيب (2/525) : روى عن أبيه حسن بن حسن، وأمه فاطمة بنت الحسين بن علي بن أبي طالب، ورى عنه : عبيد بن الوسيم الجمال، وعمر بن شبيب المسلي، وفضيل بن مرزوق، وقال ابن حجر (ت852هـ) في التقريب (تر1355) : مقبول من السادسة، مات سنة خمس وأربعين، وهو ابن : ثمان وستين سنة. وقال في التهذيب (1/541) : قالت فاطمة بنت الحسين لهشام لما سألها عن ولدها أما الحسن فلساننا.
قلت : الحسن بن الحسن بن الحسن : مدني ثقة من أتباع التابعين، كان رجلاً عابداً فاضلاً متألهاً ، من أجلاء الطالبيين، ولسانهم، قليل الحديث، عده ابن سعد في الرابعة، ووافقه ابن خياط (ت240هـ) ، وابن حجر في السادسة، وثقه ابن حبان، وقال عنه ابن حجر : مقبول، ووثقه حسين أسد في حاشيته على مسند أبي يعلى.
قلت : ولم يقع بصري ،وتسمع أذني، من يجرحه أو يذمه، حتى ابن أبي حاتم ذكره في الجرح، ولم يجرحه، أخرجه له ابن ماجه(3296) وأبي يعلى الموصلي (6749).

## محنته ووفاته
حمله المنصور العباسي مع إخوته وجماعة من الطالبيين من المدينة إلى حبس الهاشمية بالعراق، وفي أرجلهم القيود، وفي أعناقهم الأغلال، وكان مبدأ تقييدهم من الربذة من جادة العراق ،ومات في حبسه سنة 145هـ، وهو ابن ثمان وستين سنة ،وأعقب ستة رجال ،هم : طلحة، والعباس ،وحسن ،وإبراهيم، وعبد الله، وعلي العابد.